# إيما كاستلنوفو
إيما كاستلنوفو (بالإيطالية: Emma Castelnuovo) ولدت في12 ديسمبر 1913 في روما (إيطاليا) وتوفيت13 أبريل 2014 روما ، هي عالمة الرياضيات ومعلمة إيطالية ، ابنة عالم الرياضيات غيدو كاستلنوفو. كما إنها قدمت مساهمات كبيرة ل تعليم الرياضيات ، وبخاصة الهندسة الإقليدية.
قدمت لها اللجنة الدولية للتربية الرياضية (ICMI) جائزتين: ميدالية فيليكس كلاين ، وجائزة هانز فرودينثال ، مكافأة لها على برامجها البحثية المميزة ، في عام 2013 ، بمناسبة الذكرى المئوية لـ إيما كاستلنوفو ، أنشأت ICMI جائزة ثالثة ، جائزة إيما كاستلنوفو عن إنجازتها البارزة في ممارسة تعليم الرياضيات